# Бражник карликовый
Бражник карликовый (лат. Sphingonaepiopsis gorgoniades) — бабочка из семейства бражников (Sphingidae). Самый мелкий евроазиатский бражник.

## Описание
Длина переднего крыла 12—15 мм. Размах крыльев 25—32 мм. Тело и крылья серого цвета. На передних крыльях проходит буроватая перевязь по центру крыла, на которой выделяются светлый поперечный и тёмный продольный штрихи.

## Ареал
Распространён в Юго-Восточной Европе, Передней и Средней Азии, Казахстане, Иране, Афганистане, Кавказе, Нижнем Поволжье, Туркменистане (Копетдаг), также встречается в степных районах Южного Урала.
На территории Украины встречается в Донецкой и Луганской областях. В Крыму распространён на Южном берегу, в предгорной лесостепи. Имеются находки из Керчи. Встречается нечасто.
Места обитания — хорошо прогреваемые сухие участки, каменистые склоны.

## Биология
Время лёта бабочек с конца мая до середины июля. В августе иногда могут встречаться особи второго поколения. В некоторые годы, по-видимому, может давать третью генерацию.
Оседлый вид, не склонный к миграциям.

## Гусеницы
Гусеницы зелёной или красноватой окраски, с маленьким красным рогом на конце тела. По телу проходит широкая белая полоска ниже дыхалец и менее чёткие светлые линии на спине. Кормовое растение — подмаренник, Galium verum и растения семейства Rubiaceae. Перед окукливанием покровы гусеницы краснеют. Окукливание — в почве. Зимуют куколки.

## Замечания по охране
Численность незначительная. В целом встречаются лишь единичные особи. Занесен в Красную книгу Украины.